# Euphorbia heteradena
Euphorbia heteradena là một loài thực vật có hoa trong họ Đại kích. Loài này được Jaub. & Spach mô tả khoa học đầu tiên năm 1845.